# FNDC9
FNDC9 (англ. Fibronectin type III domain containing 9) – білок, який кодується однойменним геном, розташованим у людей на 5-й хромосомі. Довжина поліпептидного ланцюга білка становить 224 амінокислот, а молекулярна маса — 25 275.
| 10         |  | 20         |  | 30         |  | 40         |  | 50         |
| ---------- |  | ---------- |  | ---------- |  | ---------- |  | ---------- |
| MNIEVGNISY |  | TGAIISWSSS |  | EPCLEDYYHI |  | MYRPNWNSIF |  | SGYLRYSFHH |
| EEKVPRTISS |  | VVLEHLAPST |  | LYFLCISCKK |  | AAFPYRHYCT |  | MFHTLDKSPL |
| APGSSLVDPQ |  | ISLWVLMAIL |  | LACFTAVLAF |  | ICLQFWCVRC |  | HEPRWSYRAG |
| HMEEANGLVR |  | WPEEAPDLGQ |  | REEDLQGLPL |  | VEMPRKNSRD |  | GAELDPEANQ |
| DAPDAGALQR |  | GGGDPPAILP |  | HCGE       |  |            |  |            |

A: Аланін

C: Цистеїн

D: Аспарагінова кислота

E: Глутамінова кислота

F: Фенілаланін

G: Гліцин

H: Гістидин

I: Ізолейцин

K: Лізин

L: Лейцин

M: Метіонін

N: Аспарагін

P: Пролін

Q: Глутамін

R: Аргінін

S: Серин

T: Треонін

V: Валін

W: Триптофан

Локалізований у мембрані.